# Doubrava (zámek, okres Cheb)
Doubrava (německy Schloß Grün) je menší zámek ve stejnojmenné vesnici v okrese Cheb, v kraji Karlovarském. Je to jediné přeživší sídlo Zedtwitzů na Ašsku.

## Geografie
Nachází se přibližně sedm kilometrů severovýchodně od Aše, na vrchu nad silnicí do Bad Elsteru.

## Historie
Zámek Doubrava byl vystavěn ašským šlechtickým rodem Zedtwitzů, někdy na přelomu 16. a 17. století, nejčastěji se udává rok 1600. Přibližně ves stejné době byl vybudován i poplužní dvůr. Zámek byl postaven poté, co vyhořel hrad Neuberg v Podhradí, a rodina se poté rozdělila na několik různých větví, z nichž jedna vystavěla právě Doubravský zámek, a přestěhovala se sem. Na konci 19. století byla část zámku přistavěna, a následně byl celý areál přestavěn do novogotického stylu.
Nad vchodem se nachází erb Zedtwitzů, který sem byl umístěn po roce 1945 ze zámku v sousedních Kopaninách, který nepřežil péči státních statků.
V roce 1990 se ze zámku stalo restaurační zařízení, a byl tehdy i opraven.
Zámek Doubrava je jediným sídlem Zedtwitzů na Ašsku, které se dochovalo do dnešních dnů. Další sídla v Aši, Podhradí, Kopaninách, Smrčině a Krásné byla zničena, převážně po roce 1945. Další zedtwitzký zámek který přežil je Libá, přibližně 15 kilometrů jižně od Aše.